# Silvia Ghelan
Silvia Ghelan (n. 25 octombrie 1924, Cluj, România – d. 17 martie 2019) a fost o actriță română.

## Biografie
În perioada 1948-1996 a jucat pe scena Teatrului Național din Cluj, îndeplinind în anii 1971-1972 funcția de codirector. A jucat roluri tragice și de comedie, inclusiv Solange în Mașina de scris și Léonie în Părinții teribili de Jean Cocteau, Cesonia în Caligula de Albert Camus, Clitemnestra în Ifigenia în Aulis de Euripide, Anisia în Puterea întunericului de Lev Tolstoi, Silvia în Visul de D.R. Popescu, Veta în O noapte furtunoasă de I.L. Caragiale sau Olga în Trei surori de A.P. Cehov. A jucat în plus în filme, printre care Serata (1971) și Întoarcerea lui Vodă Lăpușneanu (1980) ale Malvinei Urșianu și Întunericul alb (1983) al lui Andrei Blaier.

## Filmografie
- Serata (1971)
- Întoarcerea lui Vodă Lăpușneanu (1980) – jupâneasa Elisafta
- Întunericul alb (1983)

## Distincții
- Ordinul Meritul Cultural clasa a III-a (6 noiembrie 1967) „pentru merite deosebite în domeniul artei dramatice”[5]
- Ordinul Meritul Cultural clasa a II-a (28 noiembrie 1969) „pentru activitate îndelungată și merite deosebite în domeniul artei dramatice, cu prilejul împlinirii a 50 de ani de la înființarea Teatrului Național din Cluj”[6]
- Ordinul național „Steaua României” în grad de Ofițer (1 decembrie 2000) „pentru realizări artistice remarcabile și pentru promovarea culturii, de Ziua Națională a României”[7]

## Legături externe
- Silvia Ghelan la Internet Movie Database
- Silvia Ghelan la CineMagia